# Armandas Kučys
Armandas Kučys (Panevėžys, 27 de febrero de 2003) es un futbolista lituano que juega en la demarcación de delantero para el N. K. Celje de la Primera Liga de Eslovenia.

## Selección nacional
Tras jugar en distintas categorías inferiores de la selección, el 15 de noviembre de 2021 hizo su debut con la selección de fútbol de Lituania en un encuentro amistoso contra Kuwait que finalizó con un resultado de empate a uno tras el gol de Justas Lasickas para Lituania, y de Fawaz Al-Otaibi para Kuwait.

## Clubes
| Club                 | País      | Año       | Partidos | Goles |
| -------------------- | --------- | --------- | -------- | ----- |
| Oskarshamns AIK      | Suecia    | 2022-2023 | 5        | 0     |
| F. K. Kauno Žalgiris | Lituania  | 2023-2024 | 36       | 11    |
| N. K. Celje          | Eslovenia | 2024-     | 33       | 18    |

## Palmarés

### Títulos nacionales
| Título            | Club        | País      | Año  |
| ----------------- | ----------- | --------- | ---- |
| Copa de Eslovenia | N. K. Celje | Eslovenia | 2025 |